# Hylton Jolliffe (3e baron Hylton)
Hylton George Hylton Jolliffe, 3e baron Hylton (10 novembre 1862 - 26 mai 1945) est un homme politique et pair héréditaire britannique.

## Biographie
Hylton est le fils aîné de Hedworth Jolliffe, 2e baron Hylton et de Lady Agnes Mary Byng. Henry Paget, 1er marquis d'Anglesey est son arrière-grand-père maternel. Hylton entre au service diplomatique en 1888, mais en 1895, il est élu à la Chambre des communes pour Wells. Il occupe ce siège jusqu'en 1899, date à laquelle il succède à son père en tant que troisième baron Hylton et entre à la Chambre des lords. En juin 1915, Hylton est nommé Lord-in-waiting (whip du gouvernement à la Chambre des lords) dans le gouvernement de coalition nouvellement formé, et en 1918, il est promu capitaine du Yeomen of the Guard. Le gouvernement de coalition de David Lloyd George est tombé en 1922, mais Hylton continue en tant que whip en chef adjoint également sous Andrew Bonar Law et Stanley Baldwin. Cependant, après la chute du premier gouvernement Baldwin en janvier 1924, il n'est jamais revenu au pouvoir.
Il est créé vicomte Hylton et possède une grande partie de Chaldon, dont il est le seigneur du manoir .
Lord Hylton épouse Lady Alice Adeliza Hervey, fille de Frederick Hervey, 3e marquis de Bristol, en 1896. Il meurt en mai 1945, âgé de 82 ans, et est remplacé dans ses titres par son fils William Jolliffe, 4e baron Hylton. Lady Hylton est décédée en 1962.

## Famille
Il épouse, le 29 août 1896, Lady Alice Adeliza Hervey (1875-1962), fille de Frederick Hervey, 3e marquis de Bristol et de Geraldine Georgiana Mary Anson. Ils ont quatre enfants :
- Mary Lepel Jolliffe (25 mai 1897 - 9 décembre 1912), célibataire, sans enfants ;
- William Jolliffe, 4e baron Jolliffe (2 décembre 1898 - 14 novembre 1967) épouse Lady Perdita Rose Mary Asquith (21 juin 1910 - 17 mai 1996), dont descendance ;
- Thomas Hedworth Jolliffe (6 octobre 1900 - 14 septembre 1918), célibataire, sans enfants ;
- Elizabeth Alice Cecilia Jolliffe (23 novembre 1906 - 24 août 1993) épouse Sir Edmond Joly de Lotbinière (17 mars 1903 - 1994), dont descendance.

## Distinctions

### Décorations
- Médaille du jubilé d'or de Victoria (21 juin 1887)
- Médaille du jubilé de diamant de Victoria (20 juin 1897)
- Médaille du couronnement du roi Édouard VII (26 juin 1902)
- Médaille du couronnement du roi George V (30 juin 1911)
- Médaille du jubilé d'argent de George V (6 mai 1935)
- Médaille du couronnement du roi George VI (12 mai 1937)